# ピナクル (ノースカロライナ州)

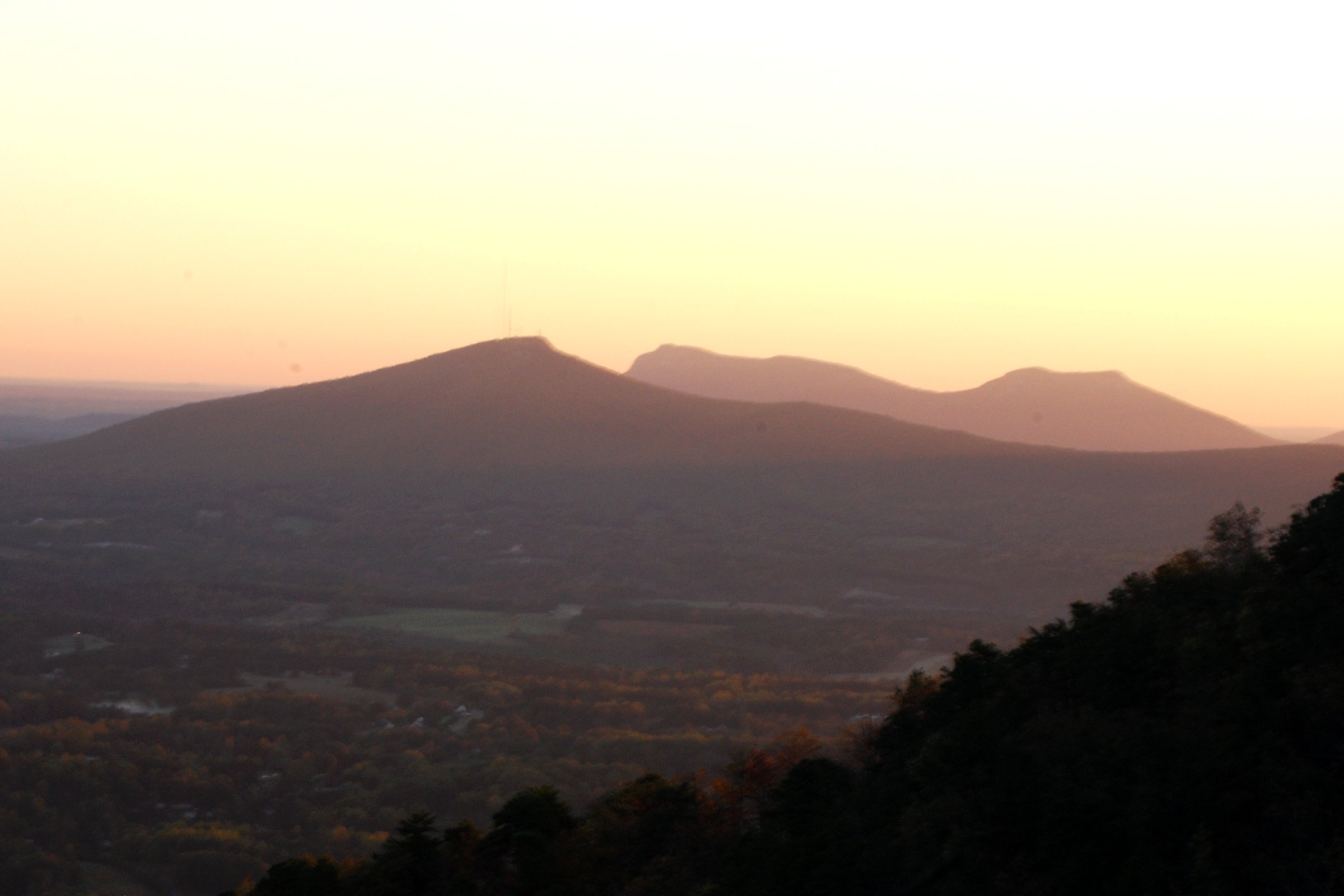
ピナクル（前景）とソーラタウン山地とハンギング・ロック州立公園（背景）。

ピナクル (Pinnacle) は、アメリカ合衆国ノースカロライナ州ストークス郡の南西部に位置する未編入地域で、パイロット・マウンテンの町からおよそ5マイル (8.0 km)南南西、パイロット・マウンテン州立公園とハンギング・ロック州立公園の間に位置している。2015年3月現在、正確な人口は855人である。

## 歴史
この町は、もともとカラー (Culler) として知られていたが、この名は、当地の鉄道駅の敷地を所有し、初代の首長 (mayor) を務めたイマニュエル・W・カラー (Emanuel W. Culler) にちなむものだった。現在の名は、1894年に採用された。ピナクルは、1901年にいったん自治体として法人化されたが、これは1903年に廃止された。

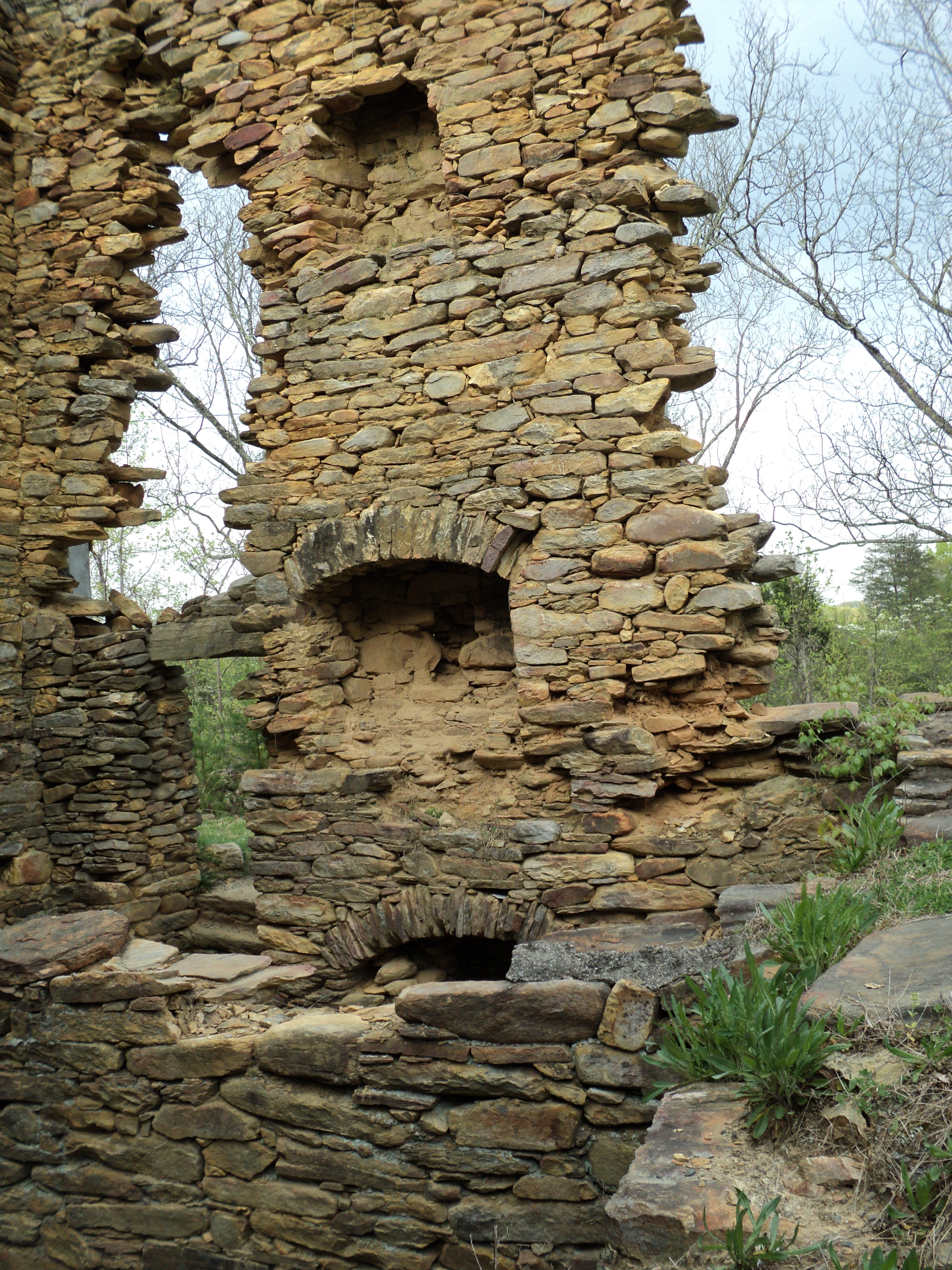
"ジャック"・マーティン大尉が建てた「石の家」、1770年ころ。

ピナクルから州道1186号線沿いに20マイル (32 km)ほど東へ進んだ場所に、「石の家(Rock House)」と称される、壁の厚さが3フィート (91 cm)ほどもある大きな4階建ての石造の建物の遺構があるが、これは1770年にストークス郡にやって来て、（イギリスの）国王から8,000-エーカー (32 km2)の土地を与えられた最初の2人の入植者のうちのひとり、ジョン・"ジャック"・マーティン大尉 (Capt. John 'Jack' Martin) が建てたものである。マーティンは、ノースカロライナ州議会下院議員としても活動し、30年以上にわたってストークス郡の裁判官も務めた。この家は、地元で採れる燧石を材料に奴隷を使って建てたもので、牛が丸焼きにできるほど大きな暖炉が設えられ、外壁には白い化粧漆喰が塗られており、初期の入植者たちが小要塞としても使用したものであった。マーティンは、バージニア植民地のエセックス郡に生まれ、アメリカ独立戦争では、大陸軍の側で勇戦した。
大佐となっていたマーティンは、バージニア州のマーティンズビルにその名を残す民兵将軍ジョセフ・マーティンの弟であったため、独立戦争中も、その後も含め、王国忠誠派（ロイヤリスト）からつけ狙われており、キングスマウンテンの戦いの直前、大陸軍側で偵察中に重傷を負った。ジャック・マーティン大佐はチェストナット・リッジ、サリー郡、コルソンズ、オールド・フィールズ、アラマンスで戦い、ギルフォード郡庁舎の戦いにも参加した。アメリカ独立戦争の際にも、米英戦争の際にも、石の家は、大陸軍の召集拠点となった。この建物は、ストークス郡において最も古い建造物のひとつであり、1975年にアメリカ合衆国国家歴史登録財 (NRHP) に登録されたが、家屋自体は1890年に焼失しており、残されているのは大きな石壁だけである。石の家は、1975年にストークス郡歴史協会 (the Stokes County Historical Society) が取得しており、近年、同協会は、この遺跡をヴァンダリズム（破壊行為）から保全する取り組みを勧めている。

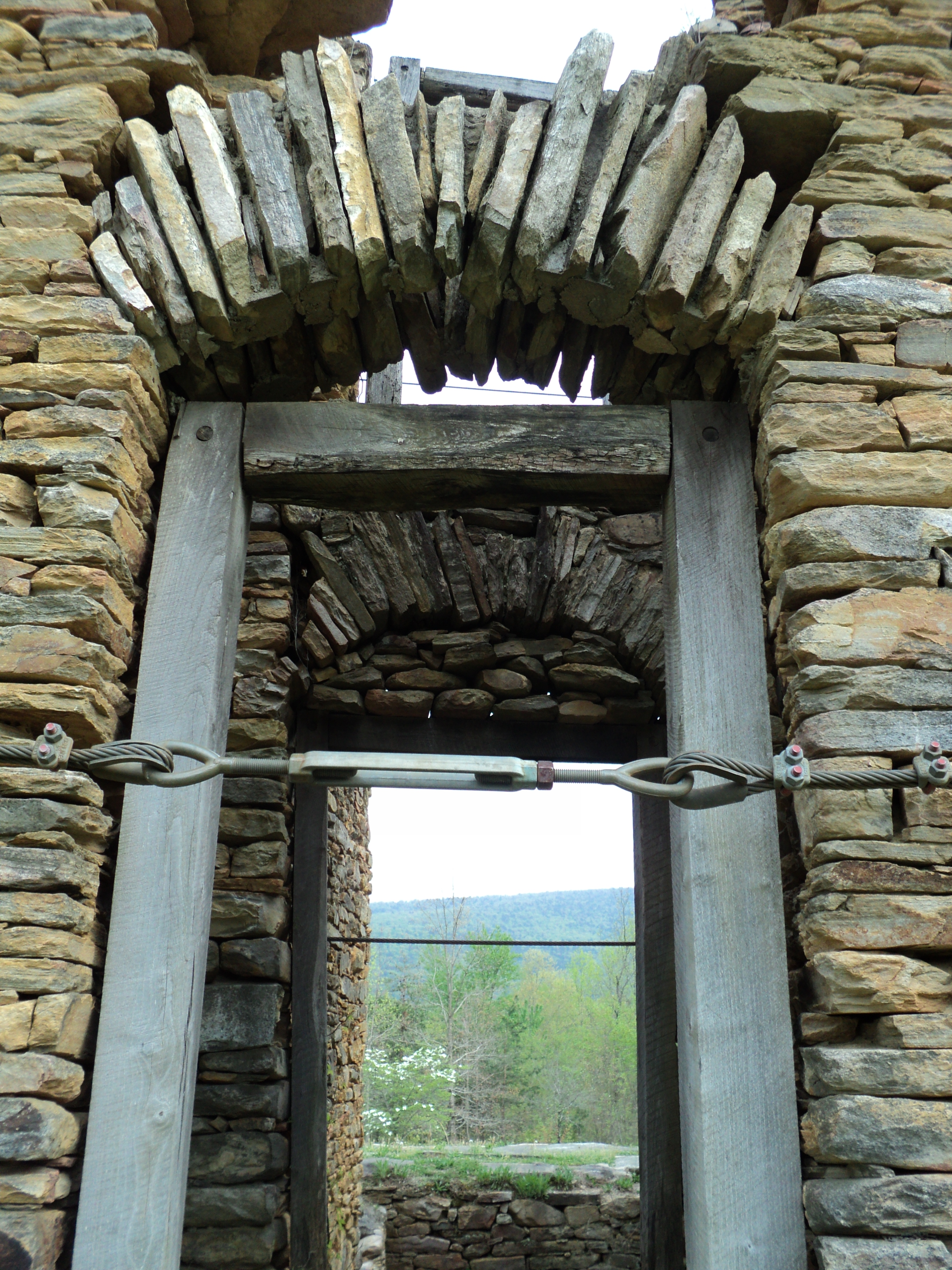
「石の家」の窓。

ピナクルの近郊では、「石の家」に加え、2002年にハウザー・ファームがNRHPに登録された。